# Horní Dunajovice
Horní Dunajovice – gmina w Czechach, w powiecie Znojmo, w kraju południowomorawskim. Według danych z dnia 1 stycznia 2014 liczyła 628 mieszkańców.